# Le Cabaret du soleil couchant
Pour plus de détails, voir Fiche technique et Distribution.
Le Cabaret du soleil couchant (The Strip) est un film dramatique américain réalisé par László Kardos, sorti en 1951.

## Fiche technique
- Titre français : Le Cabaret du soleil couchant[1]
- Titre original américain : The Strip
- Réalisation : László Kardos
- Scénario : Allen Rivkin
- Direction artistique : Cedric Gibbons et Leonid Vasian
- Photographie : Robert Surtees
- Montage : Albert Akst
- Société de production : Metro-Goldwyn-Mayer
- Pays d'origine :  États-Unis
- Format : Noir et blanc - 1,37:1 - Mono
- Genre : Film dramatique
- Date de sortie :
  - États-Unis : août 1951
  - France : 17 janvier 1953

## Distribution
- Mickey Rooney : Stanley Maxton
- Sally Forrest : Jane Tafford
- William Demarest : Fluff
- James Craig : Delwyn 'Sonny' Johnson
- Louis Armstrong : lui-même
- Tommy Rettig : Artie Ardrey
- Tom Powers : Detective Lt. Bonnabel
- Tommy Farrell : Boynton
- Vic Damone : lui-même